# 교환자 부분군
군론에서, 주어진 군의 교환자 부분군(交換子部分群, 영어: commutator subgroup)은 교환자들로 생성되는 부분군이다.

## 정의
군 {\displaystyle G}의 교환자 부분군 {\displaystyle G^{(1)}}은 다음과 같은 꼴의 원소들로 구성되는 부분군이다.
{\displaystyle [g_{1},h_{1}][g_{2},h_{2}][g_{3},h_{3}]\dots [g_{n},h_{n}]\in G^{(1)}\subset G}
{\displaystyle g_{1},g_{2},\dots ,g_{n},h_{1},h_{2},\dots ,h_{n}\in G}
여기서
{\displaystyle [g,h]=g^{-1}h^{-1}gh}
는 군의 교환자이다. 교환자 부분군은 항상 정규 부분군이다.

### 유도열
군 {\displaystyle G}의 n차 유도 부분군(n次誘導部分群, 영어: nth derived subgroup) {\displaystyle G^{(n)}}은 다음과 같이 정의된다.
{\displaystyle G^{(n+1)}=(G^{(n)})^{(1)}}
즉, 교환자 부분군을 n번 취한 부분군이다. 따라서 다음과 같은 정규 부분군들의 열이 존재한다.
{\displaystyle G=G^{(0)}\triangleright G^{(1)}\triangleright G^{(2)}\triangleright \cdots }
이를 유도열(誘導列, 영어: derived series)이라고 한다.
유도열을 임의의 순서수에 대하여 다음과 같이 확장할 수 있다.
- {\displaystyle G^{(0)}=G}
- 따름 순서수 {\displaystyle \alpha +1}에 대하여,
{\displaystyle G^{(\alpha +1)}=(G^{(\alpha )})^{(1)}}
- 극한 순서수 {\displaystyle \alpha }에 대하여,
{\displaystyle G^{(\alpha )}=\bigcap _{\beta <\alpha }G^{(\beta )}}

이를 초한 유도열(超限誘導列, 영어: transfinite derived series)이라고 한다.
유도열을 사용하여, 다양한 종류의 군들의 모임을 정의할 수 있다.
- 교환자 부분군이 자명군인 군을 아벨 군이라 한다.
- 교환자 부분군이 스스로인 군을 완전군이라고 한다.
- 어떤 자연수 {\displaystyle n\in \mathbb {N} }에 대하여 {\displaystyle G^{(n)}=1}인 군 {\displaystyle G}를 가해군이라고 한다.
- 어떤 순서수 {\displaystyle \alpha \in \operatorname {Ord} }에 대하여 {\displaystyle G^{(\alpha )}=1}인 군 {\displaystyle G}를 준 아벨 군(영어: hypo-Abelian group)이라고 한다.

정의에 따라
아벨 군 ⊊ 가해군 ⊊ 준 아벨 군
임을 알 수 있다.

### 아벨화
군 {\displaystyle G}가 주어졌을 때, 교환자 부분군 {\displaystyle G^{(1)}}은 그 정규 부분군이며, 이에 대한 몫군
{\displaystyle G^{\operatorname {ab} }=G/G^{(1)}}
은 아벨 군을 이룬다. 이를 아벨화(Abel化, 영어: abelianization)라고 한다. 범주론적으로 이는 군과 군 준동형의 범주 {\displaystyle \operatorname {Grp} }에서 아벨 군과 군 준동형의 범주 {\displaystyle \operatorname {Ab} }로 가는 함자를 이룬다.
{\displaystyle (-)^{\operatorname {ab} }\colon \operatorname {Grp} \to \operatorname {Ab} }
아벨 군은 군의 일종이므로, 포함 함자
{\displaystyle I\colon \operatorname {Ab} \to \operatorname {Grp} }
가 존재한다. 아벨화 함자는 포함 함자의 왼쪽 수반 함자이다.
{\displaystyle (-)^{\operatorname {ab} }\dashv I}
호몰로지 대수학에서, 군의 아벨화는 정수 계수의 1차 군 호몰로지
{\displaystyle G^{\operatorname {ab} }=\operatorname {H} _{1}(G;\mathbb {Z} )}
와 같다.

## 예
일부 군들의 교환자 부분군들은 다음과 같다.
| G                                                            | G(1)                                                                             |
| ------------------------------------------------------------ | -------------------------------------------------------------------------------- |
| 대칭군 {\displaystyle S_{n}}                                 | 교대군 {\displaystyle A_{n}\subset S_{n}}                                        |
| 교대군 {\displaystyle A_{4}}                                 | 클라인 4원군 {\displaystyle (\mathbb {Z} /2)^{2}}                                |
| 사원수군 {\displaystyle Q}                                   | {\displaystyle \operatorname {Z} (Q)=\{\pm 1\}\cong \mathbb {Z} /2}              |
| 크기 8의 정이면체군 {\displaystyle \operatorname {Dih} _{4}} | {\displaystyle \operatorname {Z} (\operatorname {Dih} _{4})\cong \mathbb {Z} /2} |

대수적 위상수학에서, 경로 연결 공간 {\displaystyle X}의 기본군 {\displaystyle \pi _{1}(X)}의 아벨화는 정수 계수 1차 특이 호몰로지 {\displaystyle \operatorname {H} _{1}(X;\mathbb {Z} )}이다. 이는 후레비치 준동형의 특수한 경우이다. 즉, 기본군의 교환자 부분군은 1차 후레비치 준동형의 핵이다.

## 같이 보기
- 멱영군

## 참고 문헌
- Dummit, David S.; Richard M. Foote (2004). 《Abstract Algebra》 3판. John Wiley & Sons. ISBN 0-471-43334-9. OCLC 248917264.
- Lang, Serge (2002). 《Algebra》. Graduate Texts in Mathematics. Springer. ISBN 0-387-95385-X.